# Cabrières-d'Aigues
Cabrières-d'Aigues är en kommun i departementet Vaucluse i regionen Provence-Alpes-Côte d'Azur i sydöstra Frankrike. Kommunen ligger i kantonen Pertuis som tillhör arrondissementet Apt. År 2022 hade Cabrières-d'Aigues 947 invånare.

## Befolkningsutveckling
Antalet invånare i kommunen Cabrières-d'Aigues
| Referens: INSEE |